# Complesso di tombe Goguryeo
Il complesso di tombe Goguryeo (고구려 고분군?, 高句麗古墳群?, Koguryŏ kobun'gunLR) è un sito archeologico situato in Corea del Nord. Nel luglio del 2004 divenne il primo sito del paese ad essere incluso nell'elenco dei patrimoni dell'umanità dell'UNESCO.
Il complesso consiste di 63 singole tombe risalenti al regno Goguryeo, uno dei tre regni di Corea, situate nelle città di Pyongyang e Namp'o. Goguryeo fu uno dei più forti regni della penisola coreana e del nordest della Cina fra il V e il VII secolo.

## Storia

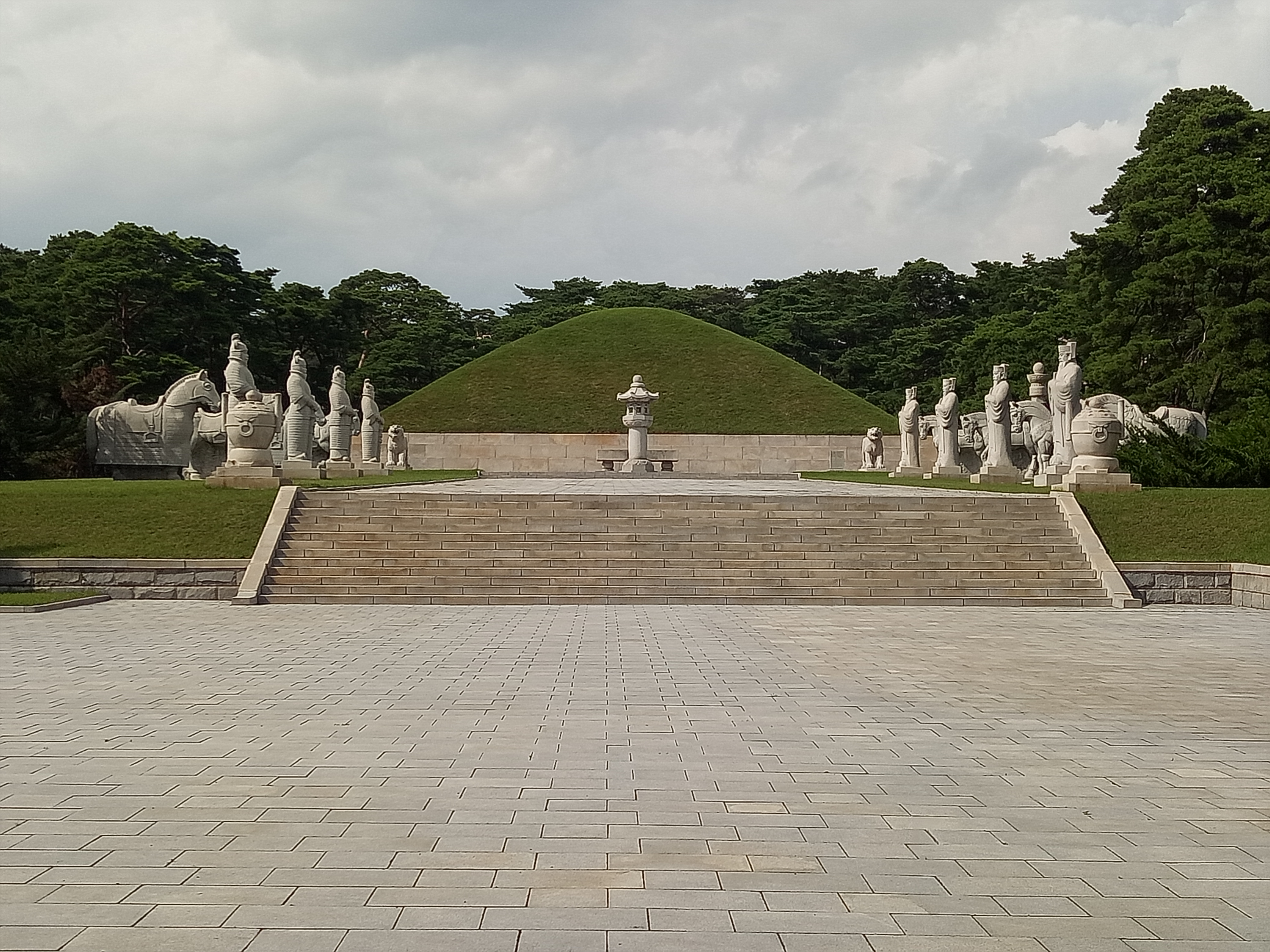
Tomba del re Tongmyon

Il regno di Goguryeo era uno dei cosiddetti tre regni di Corea nel 1° millennio d.C. Secondo il Samguk Sagi, fu fondata da Dongmyeong su quello che oggi è il territorio della Corea del Nord e della Manciuria nel nord-est della Cina intorno all'anno 32 a.C., ma probabilmente esisteva da uno a duecento anni prima. Conquistò gran parte della Manciuria e avanzò sempre più a sud nella penisola coreana. L'impero raggiunse la sua massima estensione sotto il re Gwanggaeto (r. 391-413) e suo figlio Jangsu (r. 413-490). Nel 427 d.C., Jangsu spostò la capitale dell'impero a Pyongyang. Avanzò sempre più a sud e conquistò Hanseong, l'odierna Seoul, all'epoca capitale del Regno di Baekje, nel 475. Nel 668, Goguryeo fu conquistata da una coalizione del Regno di Silla con la Cina della dinastia Tang.
A Pyongyang e nei suoi dintorni ci sono numerose tombe dei re della dinastia Goguryeo, dei loro familiari e di nobili di alto rango. Alcune delle tombe sono decorate con pitture murali. Sono quasi l'unica reliquia della cultura Goguryeo. Un totale di 10.000 tombe del periodo Goguryeo sono conosciute finora in Cina e Corea del Nord, ma solo 90 di queste tombe hanno murales, quasi la metà di loro a Pyongyang e dintorni.

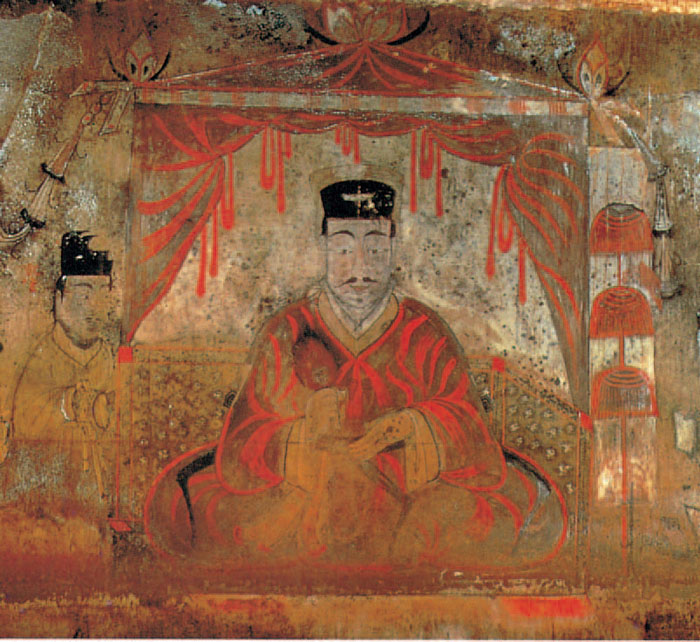
Murale di un uomo nella tomba di Anak n. 3

I murales trovati offrono uno spaccato unico della vita quotidiana durante il periodo Goguryeo in termini di abbigliamento, cibo, vita e usanze funerarie. Inoltre, mostrano motivi di pratiche religiose e immagini legate al buddismo, al taoismo e alle quattro divinità.
Nel maggio 2006, 2.360 tombe individuali sono state scoperte nel sito dell'antico regno di Goguryeo durante i lavori sul bacino idrico di Yunfeng. Sono state scoperte anche le rovine di un'antica città. 

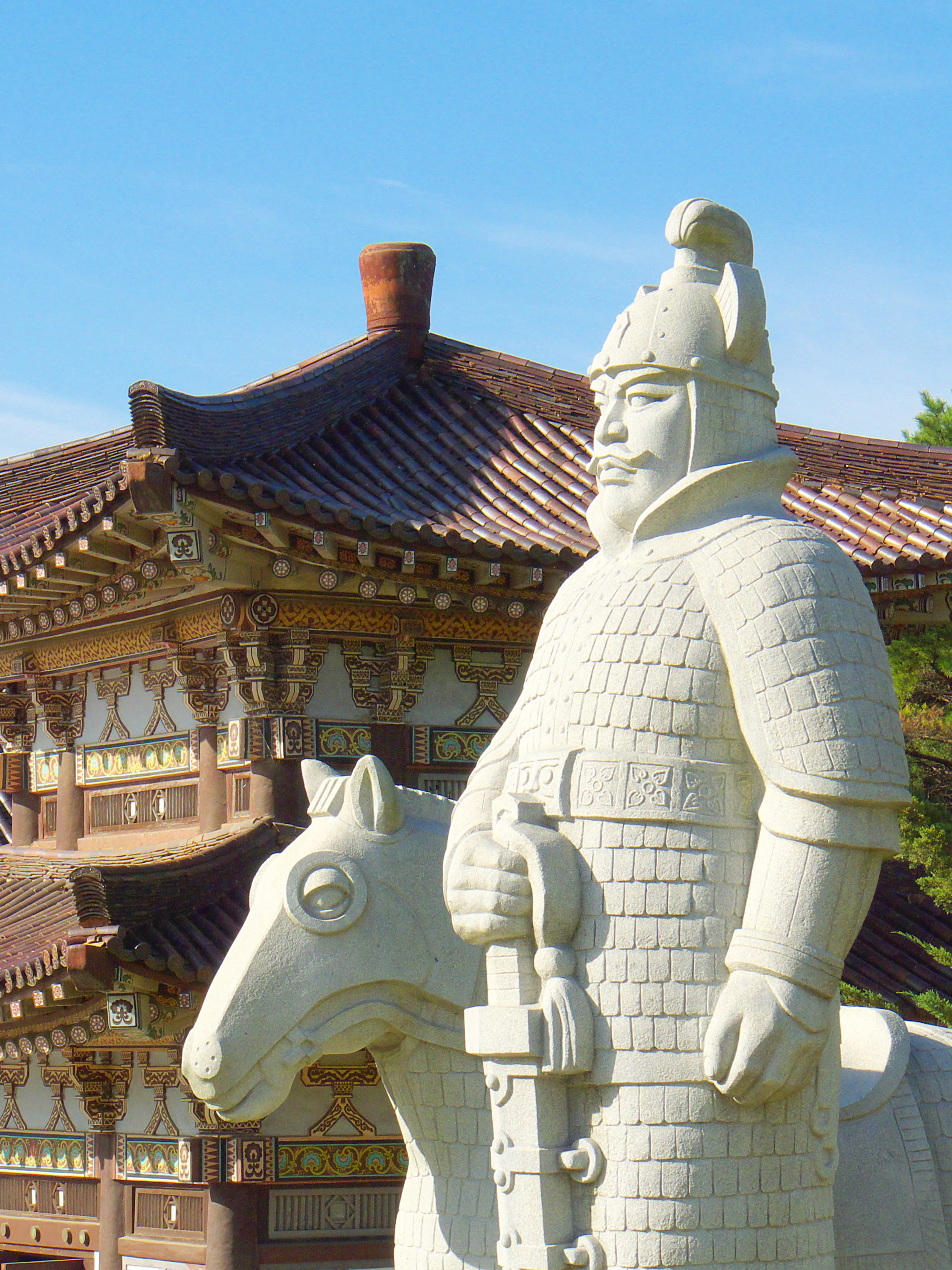
Figura di pietra presso la tomba di Dongmyeong

Tra le rovine c'era una cinta muraria alta 1,5 metri e larga quattro. Le prove suggerivano anche la presenza di un fossato. Una dozzina di tombe sono state trovate all'interno della città.
Il Patrimonio dell'Umanità comprende dodici aree separate con un totale di 30 grandi tombe. Queste hanno una superficie di protezione totale di 234,73 ettari. Una delle aree protette contiene anche diversi gruppi di tombe più piccole. Le singole aree protette sono circondate ciascuna da zone cuscinetto, che hanno una superficie totale di 1.701 ettari. Alcune aree protette vicine tra loro hanno una zona cuscinetto comune.